# アレッチ氷河

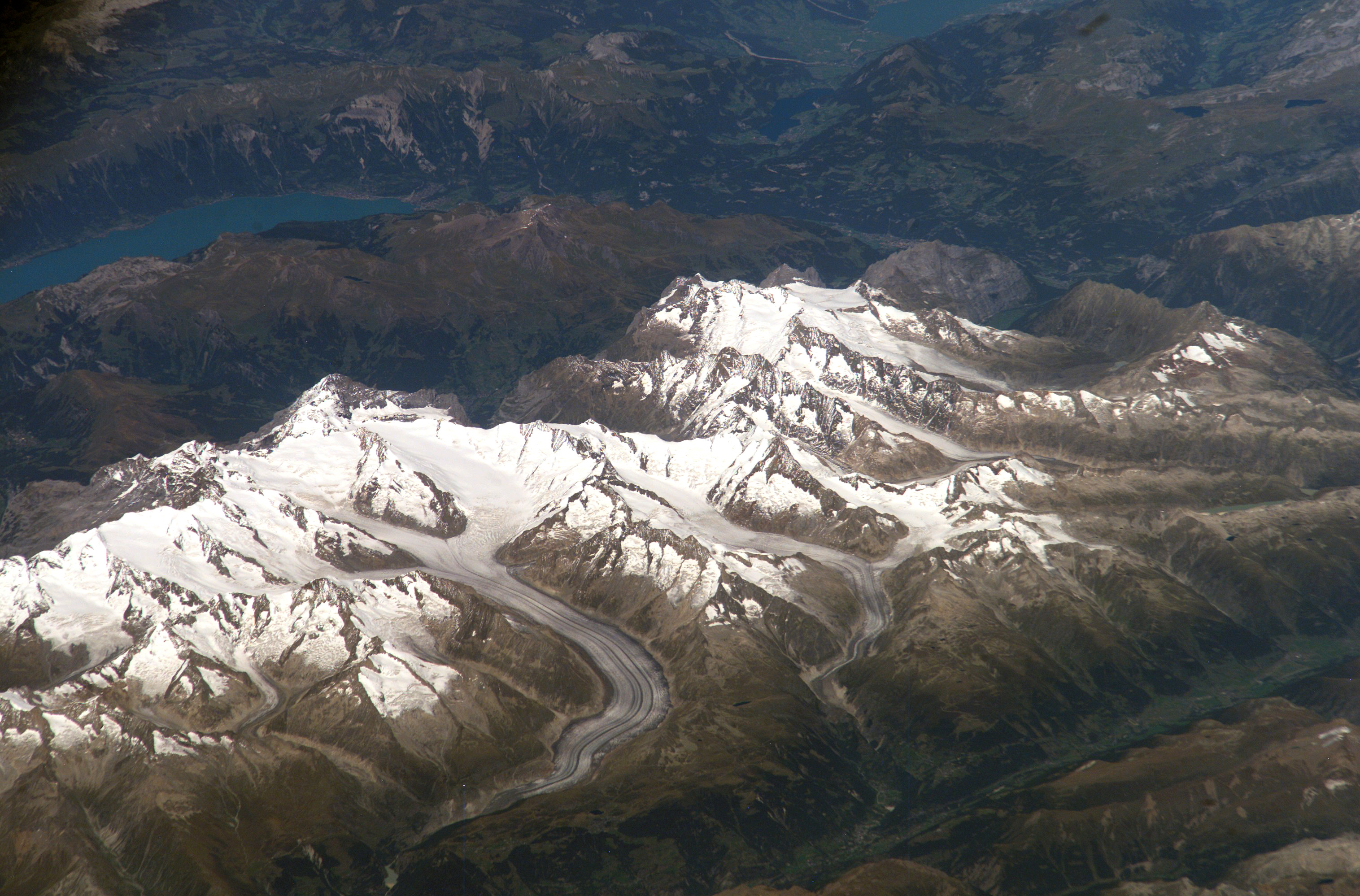
国際宇宙ステーションから見た
アレッチ氷河とベルニーズアルプス

アレッチ氷河（アレッチひょうが）は、スイス・ヴァレー州にあるアルプス山脈最大の氷河。ユーラシア大陸の西半分で見ても最大である。北はユングフラウに、南はマッサ川の峡谷群を経由してローヌ川に、東はメルジェレン湖 (Märjelensee) に、西はアレッチホルンにそれぞれ囲まれている。

## 概要
氷河の長さは23.6km（2001年12月）に及び、面積は117.6km2（国際自然保護連合の資料では128km2）、水の総重量は270億トンになる。
その中心部は年180 - 200mのスピードで前進している。アレッチ氷河を取り囲む9つの山頂はいずれも4000m級で、平均の標高は4108mである。

## 場所ごとの特徴

### 西部
西では、レッチェンタール (Lötschental) に接する峠でランク氷河 (Langgletscher) にも通じているレッチェンリュッケ（Lötschenlücke, 標高3173m）やアレッチホルンの北へと、グロッサー・アレッチフィルン (Grosser Aletschfirn) が流れている。
氷河のこの部分は、標高3800m辺りから発しているエブネフルー (Ebnefluhfirn)、グレッチャーホルン (Gletscherhornfirn)、クランツバー (Kranzberfirn) という3つの万年雪から氷雪を供給されている。エブネフルーからコンコルディアプラッツ (Konkordiaplatz) まで、アレッチフィルンは平均1500mの幅で9km伸びている。

### 北西部

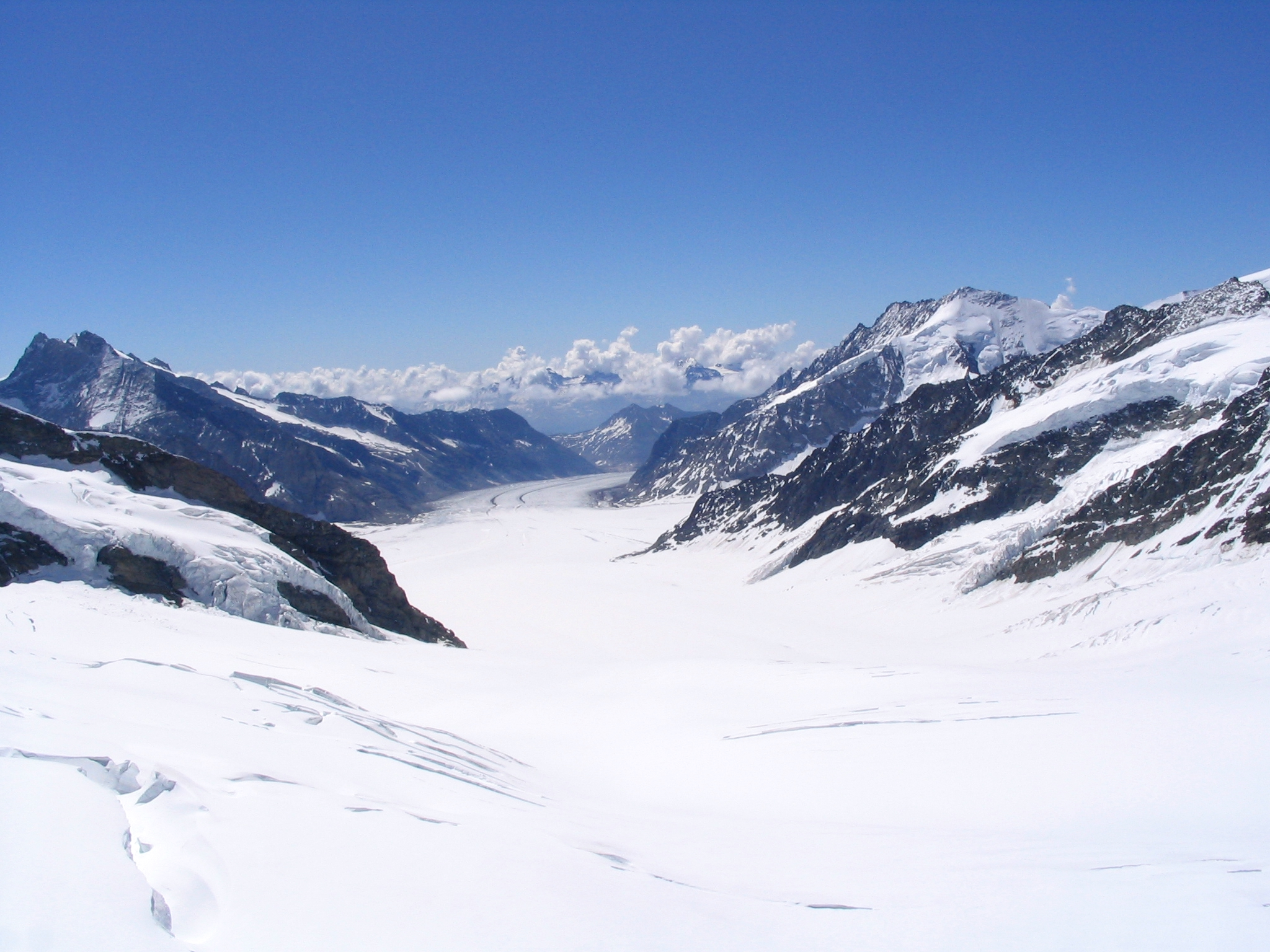
ユングフラウヨッホから見た氷河

北西部には、ユングフラウの東の山腹とメンヒの南の山腹から発しているユングフラウフィルン (Jungfraufirn) があるが、これは7kmしかなく、主要な万年雪の中では最も短いものである。それはコンコルディアプラッツに流れ出ると、氷河渓谷の主軸に直接連なる。西をクランツベルク (Kranzberg) に、東をトルックベルク (Trugberg) に区切られており、最高地点では幅2km、末端部でも幅1kmにもなる。

### 北部
メンヒの東とフィーシャーホルン (Fiescherhorn) の南西の山腹にあたる地域は、エーヴィッヒシュネーフェルト（Ewigschneefeld,「万年雪の野」）を生み出している。長さ8km、幅1.2kmのこの万年雪は、グリュンホルン (Grünhorn) の西の稜線沿いに下っている。他方、グリュンホルンの東の稜線はフィーシャー氷河 (Fieschergletscher) を生みだしている。これはアレッチ氷河とほぼ平行に動くが、より短い氷河である。

### コンコルディアプラッツ
3つの主要な万年雪は、およそ25%から30%の傾斜が付いている。この下流部のエーヴィッヒシュネーフェルトで、3つがはっきりと分かれている。それらは、氷床の厚さが900m以上にもなるコンコルディアプラッツに流れ込む。 
幅600m、長さ3kmの側面の小さな万年雪であるグリュネッグフィルン (Grüneggfirn) は東で生まれ、これもコンコルディアプラッツに流れ込む。それはまた、グリュンホルンリュッケ（Grünhornlücke, 標高3280m）を経由して、フィーシャー氷河 (Fieschergletscher) にも連なる。
コンコルディアプラッツで蓄積した氷は、幅1.5kmにも及ぶ広大な平原となり、南東方向に年間約180m移動し、氷河の渓谷に沿って長い時間をかけて降りてゆく。

### 中央部

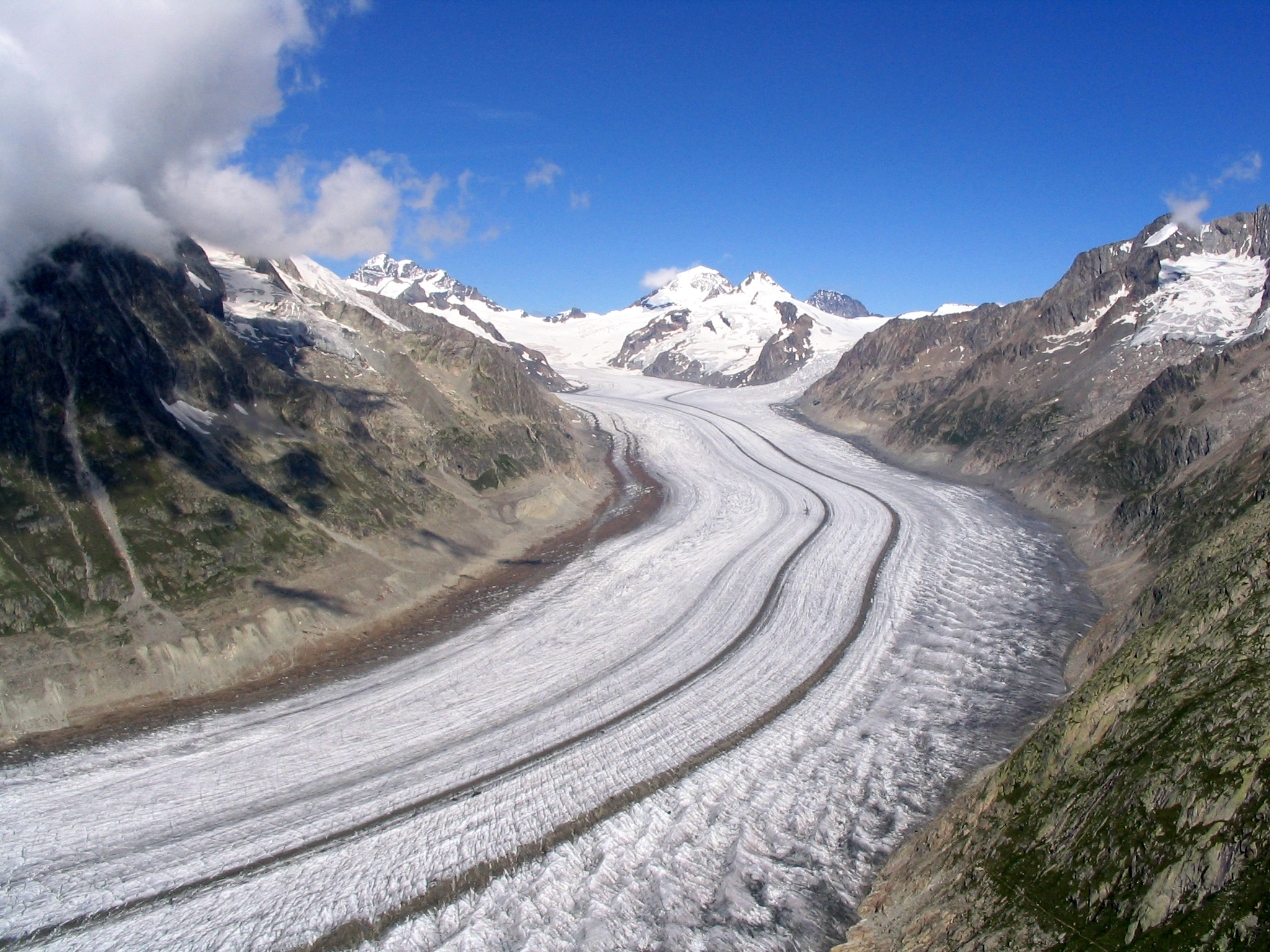
氷河の中央部。奥はコンコルディアプラッツ

氷河は南東から、東のグロス・ヴァンネンホルン（Gross Wannenhorn, 標高3906m）や西のドライエクホルン（Dreieckhorn, 標高3811m）の麓へと向かう。
一度東にあるメルジェレン湖の高さに達し、氷河は南へ、そしてエギスホルン (Eggishorn) に行く手を阻まれて南西へと方向を変える。その一方で、メルジェレン湖の西では、アレッチホルン（Aletschhorn, 標高4193m）が、別の氷河を育んでいる。そのミッテラレッチ氷河 (Mittelaletschgletscher) は、南東の軸線に沿ってアレッチ氷河に合流する。ただし、氷河の後退のせいで両者の結合は年々細々としたものになっているので、いずれは分かれることになるだろう。

### 下流部

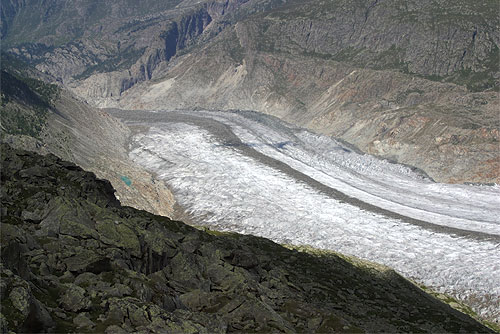
堆積したモレーンと細長く伸びた氷河

氷河の最後の部分は、ラテラルモレーンやメディアルモレーンに覆われている。低地へと細長く伸びた氷河は標高1560mに達しており、一帯は樹木の植生限界域でもある。
マッサ川 (Massa) は氷河から発し渓谷群に流れ込み、発電用のガビデムダム (Gebidem) に堰き止められる。川は最終的にローヌ川に合流する。上流部での氷河は分厚いが、下流へ行くほど薄くなり、最終的には150mほどになる。

### モレーン
アレッチ氷河の特徴的なモレーンは2つのグループに分かれており、大体氷河の中程にある。それらはコンコルディアプラッツから下流部の氷河の細長い先端まで、流れに沿っている。西にあるグループはクランツベルクモレーン (Kranzbergmoräne) と呼ばれ、東のものはトルクベルクモレーン (Trugbergmoräne) と呼ばれる。

## 山塊
長さ数百km、幅9kmに及ぶ山塊は、表面積が539.34km2にもなる。

## 世界遺産
ユネスコの世界遺産委員会は、2001年にアレッチ氷河を世界遺産リストに登録した（ID1037）。当初の登録名は、「ユングフラウ - アレッチ - ビーチホルン」（Jungfrau-Aletsch-Bietschhorn, 英仏登録名共通）で、アレッチ氷河の中でもユングフラウ、アレッチホルン、ビーチホルン、フィンスターアールホルン (Finsteraarhorn) の各山頂を含む一帯が登録された。登録面積の多くはヴァレー州に属する。
登録に当たっては、一帯の氷河が作り出す景観や、動物相、植物相のほか、景観がヨーロッパの文学や芸術を触発したことなども評価された（ただし、複合遺産としてでなく自然遺産としての登録）。
スイス当局は、ヴェッタースホルン、シュレックホルン、アイガー、メンヒ、ユングフラウ、グレッチャーホルン、ブライトホルン、ブリュムリスアルプの各山頂を結ぶ形で登録対象の更なる拡大を企図し、2005年に暫定リストに加えていた。2007年の第31回世界遺産委員会で実際に登録対象の拡大が認められ、登録面積は53934 haから82400 haへと増大した。
2008年の第32回世界遺産委員会で現在の名称に変更された。

### 登録基準
この世界遺産は世界遺産登録基準のうち、以下の条件を満たし、登録された（以下の基準は世界遺産センター公表の登録基準からの翻訳、引用である）。
- (7) ひときわすぐれた自然美及び美的な重要性をもつ最高の自然現象または地域を含むもの。
- (8) 地球の歴史上の主要な段階を示す顕著な見本であるもの。これには生物の記録、地形の発達における重要な地学的進行過程、重要な地形的特性、自然地理的特性などが含まれる。
- (9) 陸上、淡水、沿岸および海洋生態系と動植物群集の進化と発達において進行しつつある重要な生態学的、生物学的プロセスを示す顕著な見本であるもの。

## 地球温暖化の影響
このままのペースで温室効果ガスの放出が続けば、アルプスの氷河の80%が失われるだろうといわれている。ゆえに温室効果ガスは、アレッチ氷河が今後どうなるのかについても、深刻な影響を及ぼしうるのである。

### 統計
1860年から2002年までの氷河の変動を表したグラフ。緑は年ごとの長さの累計値の差、赤は年ごとの長さの変動である（単位はいずれもメートル）。

オーベラレッチの変化
グロッサー・アレッチフィルンの変化
ミッテラレッチ氷河の変化

### 2018年の高温による融解
2018年4月から7月にかけたスイスの天候は、150年ぶりの異常高温と乾燥になり、氷河の融解が進み1日あたり10cm以上のペースで後退した。高温が9月まで続いた場合、1年で氷河の4%が失われる可能性も指摘される事態となった。

## 注と参考文献
1. ↑  IUCNの勧告書
2. ↑  Glaciers de Suisse, Jürg Alean, Editions Mondo
3. 1 2   世界環境計画の報告書
4. ↑  La Côte belge, la future Méditerranée, ベルギーの論文
5. ↑  “世界遺産のアレッチ氷河、猛暑で最大規模の縮小”.   YOMIURI ONLINE (2018年8月31日). 2018年8月31日閲覧。